# Santo Stefano (Sardaigne)
Pour les articles homonymes, voir Santo Stefano.
Santo Stefano est une île de l'archipel de La Maddalena. Elle est située au centre de la rade formée entre les îles de La Maddalena et Caprera et la côte nord de Sardaigne, distante d'environ 1,5 km de la ville de Palau.

## Géographie
L'île est entièrement constituée de granite tirant sur le rose, couverte d'un maquis clairsemé et de chaos rocheux. Sa superficie est de l'ordre de 3 km2, ce qui en fait la quatrième île de tout l'archipel. Son relief tourmenté culmine à 101 m au mont Zucchero. Elle ne compte pas de résidents permanents à proprement parler, mais la moitié ouest de l'île dépend d'un village-hôtel qui appartenait dans les années 1970 au Club Med. Ce centre touristique est depuis 1980 exploité par la société italienne Valtur. La partie orientale de l'île est une zone militaire de la marine italienne.
Près de l'extrémité ouest de l'île se trouve un îlot d'un demi-hectare qui portait traditionnellement le nom Isolotto della Paura (« îlot de la Peur »). Il est appelé Isolotto Roma depuis qu'y a été édifié, dans les années 1950, un monument en forme de colonne rostrale à la mémoire des 1 352 marins du cuirassé Roma, coulé par l'aviation allemande à l'entrée des Bouches de Bonifacio alors qu'il était à la tête d'une flotte partie de Gênes et de La Spezia pour se livrer aux Britanniques à Malte.

## Histoire

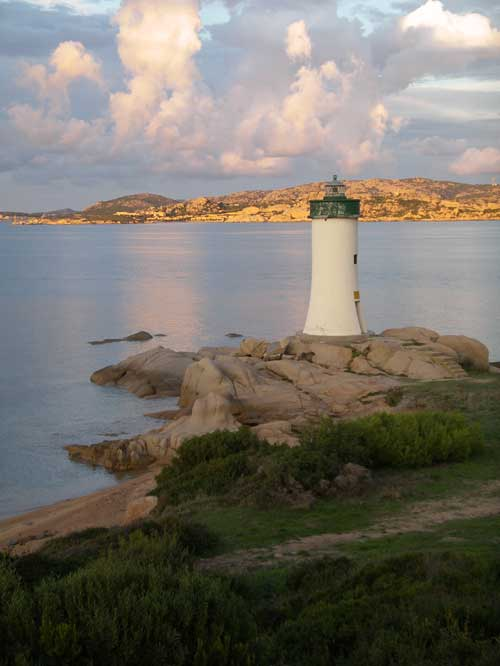
Vue sur l'île depuis le port de Palau.

À la fin du XVIIIe siècle le royaume de Piémont-Sardaigne a construit sur les hauteurs au sud-ouest de l'île le fort San Giorgio, destiné à contrôler le détroit séparant Santo Stefano de la côte sarde. C'est là que Napoléon Bonaparte, alors lieutenant-colonel d'artillerie, prit part à sa première expédition militaire hors de France en s'emparant du fort le 23 février 1793 afin de tourner ses canons contre La Maddalena, sans réussir toutefois à tenir cette position.
Au fond d'une calanque se trouve une ancienne carrière de granit où fut sculpté, sur une commande de Benito Mussolini, un énorme buste de l'amiral Costanzo Ciano, destiné au mausolée de celui-ci près de Livourne. La guerre puis la chute du régime fasciste en 1943 ne permirent pas de terminer ce travail, et la statue est restée sur place en l'état.
En 1972, le deuxième gouvernement de Giulio Andreotti concéda la zone militaire à la marine américaine qui y installa une base abritant ses sous-marins nucléaires. Cette concession a pris fin en janvier 2008, et les installations sont revenues à la marine italienne.
C'est à Santo Stefano que le gouvernement de Silvio Berlusconi avait initialement décidé de tenir le sommet du G8 de juillet 2009, le lieu ayant été retenu en raison de son isolement, comme tel non exposé à des manifestations de protestations. Finalement, c'est à L'Aquila, frappée trois mois plus tôt par un tremblement de terre, que se tint la réunion.